# Sutwanus
Sutwanus – rodzaj błonkówek z rodziny Pergidae.

## Taksonomia
Rodzaj Sutwanus został opisany w 1990 roku przez Davida Smitha. Gatunkiem typowym jest Loboceras nigriceps. 

## Zasięg występowania
Przedstawiciele tego rodzaju występują w Ameryce południowej i Północnej od Meksyku na północy po Argentynę na południu.

## Systematyka
Do  Sutwanus zaliczane są 2 gatunki:
- Sutwanus guajavae
- Sutwanus nigriceps